# پروپیورین
پروپیورین (انگلیسی: Propiverine) یک داروی آنتی کولینرژیک است که برای درمان فوریت، تکرر و بی‌اختیاری فوری ادرار، همه علائم سندرم مثانه بیش فعال استفاده می‌شود. این یک آنتاگونیست موسکارینی است. یک آماده‌سازی انتشار اصلاح شده نیز موجود است که یک بار در روز مصرف می‌شود.